# Tabakblasenfuß
Der Tabakblasenfuß (Thrips tabaci), auch als Zwiebelthrips oder Tabakthrips bekannt, ist ein bis zu ein Millimeter langes Insekt aus der Ordnung der Fransenflügler. Er ruft durch Saugen weiße Fleckenbinden hervor, unter anderem an Tabak-, Kohl- und Kartoffelpflanzen. Die Art ist weltweit verbreitet. In feuchteren Gebieten, wie den Tropen, tritt sie allerdings seltener auf.

## Merkmale
Die Weibchen des Tabakblasenfußes haben nur zurückgebildete Flügel. Ihre Farbe variiert von gelb bis dunkelbraun, während die kleineren Männchen gelb sind. Die Vorderflügel sind hell und die Hauptader ist mit zwei bis sechs Borsten besetzt. Auf der Nebenader finden sich 15 Borsten. Die Punktaugen (Ocellen) sind üblicherweise grau, aber niemals rot, und es gibt zwei Paar Ocellarborsten. Das dritte Paar ist kleiner und liegt gerade noch im Ocellendreieck. Die Fühler bestehen aus sieben Gliedern, wobei das siebte Glied kürzer ist und sich auf dem dritten und vierten Glied ein kurzer gegabelter Sinneskegel befindet. Der Kopf ist kürzer als breit. Der Tabakblasenfuß hat für Vertreter der Thripidae eine extrem lange Tentotiumsbrücke und extrem lange vordere Tentoriumsarme. Auf dem Tergit II finden sich, wie auf den Sterniten III bis VII, seitlich jeweils drei weitere Borsten. Auf Sternit II befinden sich zwei Borsten. Der Abdominalganglienkomplex ist mit dem Metathorakalganglion verschmolzen.

## Lebensweise
Laboruntersuchungen ergaben, dass Tabakblasenfüße weiße, gelbe und blaue Flächen bevorzugen. Sie ernähren sich phytophag, können in Mangelsituationen aber auch zu Prädatoren werden. Die Auswahl der Nahrungspflanzen ist noch nicht genau bekannt. Aus Experimenten im Labor schließt man aber darauf, dass jede Pflanze, die ungiftig ist, als Nahrung in Anspruch genommen wird.
Die Ablage der Eier erfolgt in das Blattgewebe. Dabei wird aber nicht, wie beispielsweise bei Vertretern der Gattung Retithrips, eine Blattseite bevorzugt. Die Embryonalphase dauert sechs Tage. Bis zur Imago werden zwei Larven- und zwei Nymphenstadien durchlaufen. Die Larven sind dabei im Hinblick auf die Luftfeuchtigkeit bei weitem nicht so anspruchsvoll wie jene von Frankliniella occidentalis. Die Tiere überwintern in einer von der Temperatur geregelten Quieszenz. Die überwinterten Individuen sind deutlich dunkler als die Sommerindividuen.

## Feinde
Tabakblasenfüße werden von Beauveria bassiana, Metarhizium anisopliae, Neozygites parvispora, Zoophthora radicans und Entomophthora thripidum befallen. Gegen Milben wie Amblyseius cucumeris wurde eine erfolgreiche Abwehrstrategie mittels Analsekreten beobachtet.

## Schadwirkung
Die Art tritt in vielen Varietäten auf, je nach Futterpflanze. So gilt sie in Europa, Afrika, Asien und Australien als Schadart bei Baumwollpflanzungen, in Peru hingegen tritt sie als Schädling vor allem auf Ölbäumen in Erscheinung. In Deutschland ist der Tabakblasenfuß im Weinanbau und im Anbau von Allium-Arten wie Zwiebel, Lauch, Echalotten und Knoblauch die dominante Thripsart.
Die Art wirkt, beispielsweise bei der Zuckerrübe, auch als Bestäuber.

## Belege